# Мирза Тахир Ахмад
Мирза Тахир Ахмад (مرزا طاہراحمد) — IV халиф обетованного Мессии (то есть, четвёртый преемник Обетованного Мессии и Имама Махди Мирзы Гулама Ахмада), глава Всемирной Ахмадийской мусульманской общины. Он был избран Халифом 10 июня 1982 года, сразу на следующий день после смерти своего предшественника, Мирзы Насира Ахмада.
В 1974 году, он был назначен членом делегации Ахмадийской мусульманской общины, делегированной в парламент Пакистана для защиты религиозных убеждений Ахмадийской мусульманской общины. После указа № XX, провозглашённого правительством Пакистана в 1984 году, Мирза Тахир Ахмад был не в состоянии выполнять свои обязанности в качестве Халифат-уль-Масиха. В этот период времени институт Халифата подвергся опасности. Мирза Тахир Ахмад эмигрировал из Пакистана, и штаб-квартира Ахмадийского сообщества была временно перенесена в Великобританию, в район нахождения первой мечети «Фазл» в Лондоне. IV Халиф Мирза Тахир Ахмад принял участие в 100-й ежегодной «Джалсе Салане» (Ежегодный съезд) который проводился в Кадиане (Индия). Таким образом, впервые с 1991 года, с момента раздела Индии в 1947 году, когда Ахмадийское сообщество переселилось из Индии в Пакистан, Халиф Ахмадийской Мусульманской Общины вернулся в Кадиан.
Мирза Тахир Ахмад известен своими многочисленными выступлениями, проповедями, книгами и сессиями «вопросов и ответов», которые регулярно проводились им с людьми со всего мира. В период его халифата, община пережила структурный и финансовый рост на международном уровне. В 1994 году под его руководством был создан первый мусульманский спутниковый телеканал «МТА интернейшнл».

## Ранние годы
Мирза Тахир Ахмад родился в Кадиане (Индия) 18 декабря 1928 года. Здесь же он получил начальное образование. В 1944 году он поступил в государственный колледж в Лахоре, через несколько месяцев после смерти своей матери Саиды Мариам Бегум. После окончания с отличием университета «Джамийя Ахмадийя» (духовной академии) в Рабве, он продолжил своё образование и получил диплом с отличием факультета арабского языка в Пенджабском государственном университете в Лахоре.
В 1955 году Мирза Тахир Ахмад, впервые, вместе со своим отцом посетил Англию. По совету отца, он остался в Англии, чтобы улучшить своё знание английского языка и ознакомиться с европейскими социальными традициями. Во время своего пребывания в Англии, он в течение двух с половиной лет учился в школе азиатских и африканских исследований при Лондонском университете, но вернулся в Пакистан в декабре 1957 года, не завершив обучения. Во время своего пребывания в Англии Мирза Тахир Ахмад посетил различные части Соединенного Королевства, включая Ирландию, Шотландию, Уэльс, а также некоторые части Западной Европы.
По возвращении в 1957 году, Мирза Тахир Ахмад сочетался браком с госпожой Асифой Бегум и был назначен вице-президентом вновь созданного фонда «Вакфэ Джадид», основной задачей которого было воспитание членов Ахмадийского сообщества, которые жили в сельской местности Пакистана. В это же время он начал лечить бедных людей при помощи гомеопатических средств.
Мирза Тахир Ахмад был одним из пяти членов Ахмадийской делегации, которая была делегирована в парламент Пакистана в связи с парламентскими слушаниями в отношении статуса Ахмадийской мусульманской общины. Вскоре после этого, Ахмадийская мусульманская община, решением Пакистанского национального собрания, была объявлена не мусульманским меньшинством. Это решение до сих пор имеет конституционную и правовую силу.

## Халифат
10 июня 1982 года «Маджлис интихаб Халифат» (Высшее собрание по выборам Халифа), созванное в мечети «Мубарак» в Рабве, Пакистан избрало Мирзу Тахира Ахмада четвёртым преемником Обетованного Мессии и Имама Махди Хазрата Мирзы Гулама Ахмада и Главой Ахмадийской Мусульманской Общины.

### Возвращение в Индию
В 1991 году Мирза Тахир Ахмад прибыл в Индию для участия в сотом юбилейном Ежегодном съезде Ахмадийской мусульманской общины в Кадиане. Это был первый визит Халифа Ахмадийской Мусульманской Общины в Кадиан с момента раздела Индии в 1947 году и переселения Ахмадийского сообщества из Индии в новый центр общины в Пакистане в период Халифата II Халифа Ахмадийской Мусульманской Общины Мирзы Башируддина Махмуда Ахмадом.

### Мусульманское Телевидение Ахмадийя
Под руководством Мирзы Тахира Ахмада было создано мусульманское телевидение Ахмадийя («МТА»). Этот спутниковый канал начал свои трансляции из Лондона 21 августа 1992 года. Его трансляции начинались с еженедельной часовой программы, включающих в себя пятничные проповеди Мирзы Тахира Ахмада.
Сегодня трансляция «MTA» ведётся 24 часа в сутки, 7 дней в неделю. Этот канал смотрят миллионы людей на всех пяти континентах земного шара. Он состоит из трех каналов. Его вещания по-прежнему включают в себя пятничные проповеди Халифа Обетованного Мессии и Имама Махди, которые освещаются одновременно на шести языках мира. Важные события Ахмадийского сообщества транслируются на многих основных языках мира.

### Международный обет верности
В 1993 году Мирза Тахир Ахмад положил начало международной церемонии посвящения «Байят», которая проводится на Ежегодных съездах Ахмадийской мусульманской общины. Это церемония принесения обета верности, в которой новообращенные ахмади присоединяются к Ахмадийскому сообществу, и обещают проявлять свою лояльность к халифу. Церемония принесения международного обета верности транслируется в прямом эфире на весь мир. Мирза Тахир Ахмад часто сравнивал это историческое событие с исполнением пятидесятницы, которому суждено был произойти во времена второго пришествия Мессии Иисуса Христа.

## Гомеопатия
Мирза Тахир Ахмад был одним из ведущих гомеопатов. После применения нескольких средств, с целью излечения своей мигрени и давней болезни своей супруги, он уверовал в эффективность гомеопатических средств и помог тысячам пациентов вылечиться этими средствами. Он поручил устроить бесплатные гомеопатические диспансеры и проводил программы по изучению гомеопатии в прямом эфире на телевидении «MTA International». Эти лекции, впоследствии, были собраны в одну книгу.

## Брак, дети и семья
Мирза Тахир Ахмад сочетался браком с госпожой Асифой Бегум в 1957 году. От этого брака родились 4 дочери: Шаукат Джахан, Фаиза Ясмин, Рехман Мона, Атиатуль Муджиб Туба — и ещё одна, которая умерла ещё в младенчестве. У него не было сыновей, но позже он взял на воспитание мальчика по имени Башир. Его супруга Асифа Бегим умерла от рака поджелудочной железы 3 апреля 1992 года.
Мирза Тахир Ахмад приходится внуком основателю движения Ахмадийя, он был сыном Мирзы Башируддина Махмуда Ахмада — Второго Халифа и Его супруги Саиды Марьям Бегум, также он был сводным братом Мирзы Насира Ахмада — Третьего Халифа.

## Смерть
Мирза Тахир Ахмад умер в Лондоне 19 апреля 2003 году от сердечной недостаточности. Новый преемник Обетованного Мессии и Имама Махди Мирза Масрур Ахмад, в качестве пятого Халифа 24 апреля 2003 года совершил его заупокойную молитву, в которой приняли участие более 40 000 человек со всего мира.

## Книги, речи и сессии «вопросов и ответов»
Мирза Тахир Ахмад отвечал на вопросы людей различных вероисповеданий, профессий, культур и менталитетов по всему миру на различных собраниях и форумах. Он отвечал на все вопросы, имеющие и не имеющие отношения к Исламу, без подготовки и чьей либо помощи.
Одним из монументальных достижений его жизни был перевод Священного Корана на урду. Он использовал простой язык в его переводе, чтобы люди легко могли понять истинный смысл Корана. Он дополнил свой перевод введением в различные главы, а также краткими пояснениями труднопонимаемых и важных отрывков.
Среди многих других, он написал книгу под названием «Откровение, рациональность, знание и истина», которая по существу была продолжением его лекций, прочитанных им в Цюрихе (Швейцария) в 1997 году. Эта книга охватывает многие темы, касающиеся современного мира. В этой книге он обсуждает теорию биолога Ричарда Докинза. Он также утверждает, что Сократ был пророком древних греков, и что несколько других видных деятелей в истории, достигли уровня пророчества из-за своих достижений и влияния на другие исторические процессы, как в моральном, так и в прогрессивном материалистическом понимании. Книга охватывает широкий спектр вопросов, начиная от религии до науки в настоящем веке. В этой книге он пытается с помощью различных научных аргументов, обосновать вечное присутствие Бога в мире человека.